# Benjamin Hartmann

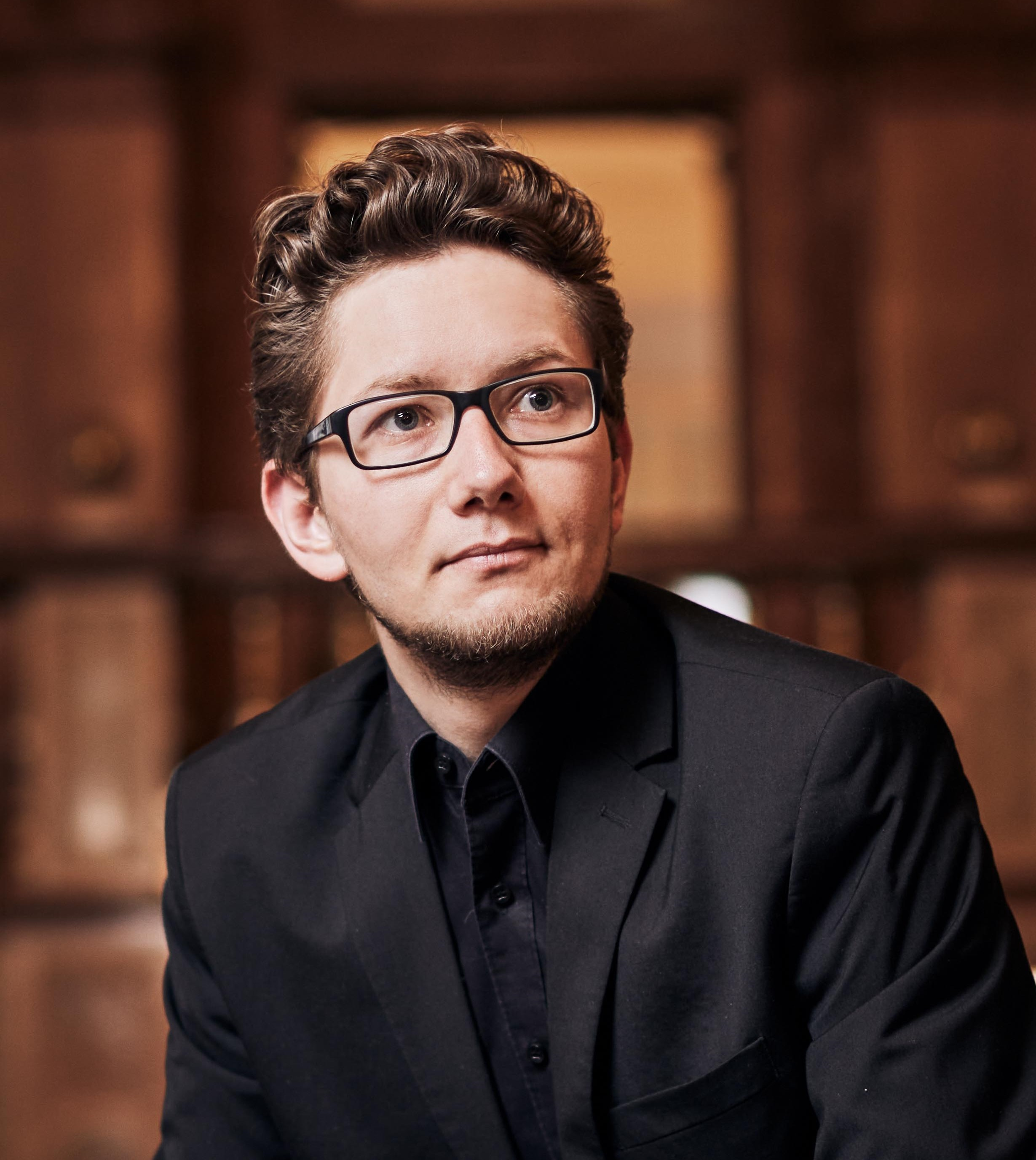
Benjamin Hartmann (2022)

Benjamin Hartmann (* 1990 in Schwäbisch Hall) ist ein deutscher Chorleiter und Dirigent.

## Biographie
Benjamin Hartmann absolvierte das Evangelische Seminare Maulbronn und Blaubeuren das studierte anschließend Chordirigieren, Gesang und Schulmusik an der Musikhochschule Leipzig, der Königlichen Musikhochschule Stockholm bei Fredrik Malmberg und Mats Nilsson und den Sommerkursen der Yale School of Music. Zudem absolvierte er einen Studienaufenthalt an der University of Cambridge. Prägend als Lehrer, auch im Rahmen von Meisterkursen, waren außerdem Hans-Christoph Rademann, Helmuth Rilling, Grete Pedersen, Daniel Reuss, Simon Halsey und Peter Dijkstra. 2019 wurde er als Stipendiat in das Dirigentenforum des Deutschen Musikrates aufgenommen.
Während seines Studiums übernahm er die Leitung des Philharmonischen Jugendchores Leipzig und der Kammarkören Musikaliska in Stockholm. Im Rahmen von Stipendien der Königlich Schwedischen Musikakademie leitete er Choreinstudierungen mit dem Schwedischen Rundfunkchor und dem Eric Ericsons Kammarkör. Des Weiteren erfolgte eine Zusammenarbeit mit Chören wie dem Kammerchor Stuttgart, der Gaechinger Cantorey, dem GewandhausChor Leipzig, der Cappella Amsterdam, und den Helsinki Chamber Choir. Hartmann wirkt außerdem als Assistent und Stimmbildner beim MDR-Kinderchor.
2015 gründete Hartmann das Verum Audium-Vokalensemble. Zudem übernahm er 2016 die künstlerische Leitung des Maulbronner Kammerchors und war von 2020 bis März 2022 künstlerischer Leiter des Knabenchores Collegium Iuvenum Stuttgart.  Von 2022 bis Ende des Jahres 2024 war er künstlerischer Leiter des Bachchores Salzburg.
Hartmann arbeitet außerdem seit 2016 als Assistent und Dirigent an der Jungen Oper Stuttgart der Staatsoper Stuttgart, wo er auch Vorstellungen leitete. An der Staatsoper wirkte er als Assistent des Chordirektors bei der Produktion der Uraufführung von Erdbeben.Träume (2018). Seit 2017 arbeitet er mit dem Landesjugendchor und der Landesmusikakademie Rheinland-Pfalz zusammen.
Hartmann ist Vorsitzender des Künstlerischen Beirats im VDKC Baden-Württemberg, Vorstandsmitglied des AMJ Baden-Württemberg und engagiert sich für das Recruitment Germany des Weltjugendchor.